# Bussolyckan i Qafa e Vishës
Bussolyckan i Qafa e Vishës inträffade den 21 maj 2012 klockan 16:30 (CET) nära staden Himara vid Qafa e Vishës, omkring 220 kilometer söder om Albaniens huvudstad Tirana, då en buss med 45 passagerare störtade 80 meter ut från en klippa. De flesta av offren var studenter vid Aleksandër Xhuvani-universitetet i Elbasan. Studenterna var vid olyckan på väg från Elbasan till Saranda. 13 personer avled till följd av olyckan, och över 20 personer skadades.

## Olycka
Bussen störtade ner i en 80-meter djup ravin, enligt polisens taleskvinna Klejda Plangarica, och att en polisutredning pågick. Ambulanser och räddningshelikoptrar skickades för att hjälpa sårade och föra dem till sjukhus då man fruktade att skadorna kunde bli värre.
Himaras borgmästare, Gjergj Goro, deklarerade att alla, tillsammans med invånarna, gjorde allt i sin makt för att rädda skadade. I en intervju med Top Channel underströk han att utredningsgruppen vidtar nödvändiga åtgärder för att ta reda på vad som orsakade olyckan och meddelade att delar av den olycksdrabbade vägen redan reparerats, dock ligger de 13 offrens kroppar fortfarande låg kvar. 

## Reaktioner
Albaniens president, Bamir Topi, som besökte Tiranas militärsjukhus dit många av de skadade förts, uttryckte sina kondoleanser till de drabbades anhöriga. Albaniens premiärminister, Sali Berisha, skickade sina kondoleanser till offren från Nato-mötet i Chicago.
Albaniens regering beslutade efter order av Sali Berisha för att utlysa landssorg den 22 maj med flaggor på halvstång och med det statliga TV-bolaget Radio Televizioni Shqiptar som skulle sända klassisk musik. Regeringen meddelade även att man kommer att stå för alla begravningskostnader.
Även Kosovos utrikesminister Enver Hoxhaj, presidenten Atifete Jahjaga, talmannen Jakup Krasniqi och premiärministern Hashim Thaçi uttryckte sina kondoleanser.
Under samma dag som landssorgen utlysts deltog även landets representant i Eurovision Song Contest 2012, Rona Nishliu i den första semifinalen av tävlingen. På grund av olyckan fick Radio Televizioni Shqiptar dispens för att inte sända semifinalen, och därmed röstade Albanien enbart genom juryröster i tävlingen.